# Édouard André (kunstverzamelaar)
Édouard François André (Parijs, 13 december 1833 - aldaar, 16 juli 1894) was een Frans bankier, kunstverzamelaar, mecenas, militair, politicus ten tijde van het Tweede Franse Keizerrijk en de Derde Franse Republiek. Hij was de zoon van Ernest André, die tevens bankier en politicus was, en Louise Cottier.

## Biografie
Édouard André werd geboren in een rijke bankiersfamilie die afkomstig was uit de omgeving van Nîmes, in het zuidoosten van Frankrijk. De invloed van de familie kende haar hoogtepunt ten tijde van het Tweede Franse Keizerrijk. Hij was de enige zoon van Ernest André; zijn moeder overleed toen hij twee jaar oud was.
Als medestanders van keizer Napoleon III en als saint-simonisten nam de familie deel aan de modernisering van Frankrijk en aan de grote beleidsprojecten van het keizerlijke regime.
Voor André, die opgroeide ten tijde van het Eerste Franse Keizerrijk van Napoleon Bonaparte, was een militaire carrière voorbestemd. Op zijn achttiende begon hij een opleiding aan de École Spéciale Militaire de Saint-Cyr, in het regiment van de gidsen, dat een persoonlijk elitekorps van keizer Napoleon III was. Hij werd opgemerkt door keizerin Eugénie de Montijo. Als officier nam hij deel aan de Tweede Italiaanse Onafhankelijkheidsoorlog (1859) en de Franse Interventie in Mexico (vanaf 1861). In 1863, hij was dan 30, trad hij terug uit het leger.
Na zijn tijd in het leger begon André met het aanleggen van een verzameling schilderijen, meubilair en andere kunstvoorwerpen en stapte hij in de politiek. Op 29 mei 1864 werd hij, net zoals zijn vader, verkozen in het Wetgevend Lichaam als volksvertegenwoordiger. Bij de parlementsverkiezingen van 24 mei 1869 werd hij herverkozen. Hij zou zetelen tot de afkondiging van de Derde Franse Republiek op 4 september 1870.
Na de val van het Tweede Franse Keizerrijk in 1870 vervoegde André de Nationale Garde een jaar later. Hij onderhandelde met leden van de bankiersfamilie Rothschild over de betalingen die Frankrijk aan het Duitse Keizerrijk diende over te maken na het Franse verlies in de Frans-Duitse Oorlog van 1870. In geen tijd wist hij het bedrag bijeen te krijgen.
Toen zijn politieke carrière een einde nam, besloot André zich volledig toe te leggen op zijn kunstverzameling. In 1868 liet hij architect Henri Parent in Parijs een grandioos hotel optrekken langs de Boulevard Haussmann. Hij verwierf het gebouw voor de aanzienlijke soms van 1.520.000 Franse frank. De werken duurden van 1869 tot 1875. Vandaag de dag is het Musée Jacquemart-André in dit gebouw gevestigd.
In 1872 kocht hij het blad Gazette des Beaux-Arts op en werd hij voorzitter van de Union centrale des arts décoratifs. In hetzelfde jaar bestelde hij een portret bij de vermaarde Duitse portretschilder Franz Xaver Winterhalter.
André overleed in 1894 op zestigjarige leeftijd.